# (6031) Ryokan
(6031) Ryokan ist ein Asteroid des Hauptgürtels, der am 26. Januar 1982 von den japanischen Astronomen Hiroki Kōsai und Kiichirō Furukawa am Kiso-Observatorium (IAU-Code 381) in Kiso entdeckt wurde.
Der Asteroid gehört zur Eos-Familie, einer Gruppe von Asteroiden, welche typischerweise große Halbachsen von 2,95 bis 3,1 AE aufweisen, nach innen begrenzt von der Kirkwoodlücke der 7:3-Resonanz mit Jupiter, sowie Bahnneigungen zwischen 8° und 12°. Die Gruppe ist nach dem Asteroiden (221) Eos benannt. Es wird vermutet, dass die Familie vor mehr als einer Milliarde Jahren durch eine Kollision entstanden ist.
Der Asteroid wurde nach dem Zen-Buddhistischen Mönch Ryōkan (1758–1831) benannt, der unter dem Künstlernamen Taigu auf den Gebieten der Dichtung und der Kalligraphie berühmt wurde.